# بخش مظفرپور
بخش مظفرپور (به انگلیسی: Muzaffarpur district) یک منطقهٔ مسکونی در هند است که در بخش تیرهوت واقع شده‌است. بخش مظفرپور ۳٬۱۷۳ کیلومتر مربع مساحت و ۴٬۸۰۱٬۰۶۲ نفر جمعیت دارد.